# ナミブ砂漠
座標: 南緯24度45分7秒 東経15度16分35秒 / 南緯24.75194度 東経15.27639度
ナミブ砂漠（ナミブさばく、英語: Namib Desert）は、ナミビアの大西洋側に位置する砂漠。北はアンゴラとの国境付近から、南は南アフリカ共和国北端にまで及ぶ。南北は1,288 km、東西は幅48 kmから161 km。面積は約50,000 km2にわたる。約8,000万年前に生まれ、以来現在まで存在し続けている世界で最も古い砂漠と考えられている。「ナミブ」は主要民族であるサン人の言葉で、「何もない」という意味である。

## 地理
大西洋を北上する寒流・ベンゲラ海流の影響で生じた典型的な西岸砂漠である。ドラケンスバーグ山脈からオレンジ川を通して流れ出た砂が海岸で強風によって内陸に押し返されて形成され、最終的には砂岩を形成する。その過程で鉄分が付着し酸化するため、酸化鉄の色によって砂は白から赤く変色する。中央部にはクイセブ川が流れ、この川を境に北部では岩石砂漠、南部では移動性の強い砂丘列が連なり、その間に岩石丘陵が存在する。年間降水量は120 mm以下であり、一部では25 mmに満たないが2、3日に1度程度の割合で海上から海霧（移流霧）が流れ込む。朝方には風に乗って100 km以上内陸部にまで霧が進入する。この移流霧に体を立てて雫を集めるトカゲや昆虫が見られ、砂漠内に自生する植物や生物の貴重な水分供給源となっている。沿岸の海上はかなりの暴風が吹き荒れており、海岸には沖合で濃霧のため難破した船舶や鯨などが打ち上げられスケルトンコースト（骸骨海岸）と呼ばれている。
砂漠の中央部にはゴバベップ研究所があり、ナミブ砂漠を中心に各種の研究を行う研究者が世界各地から集まり、調査研究活動を行っている。
北部の岩石砂漠地帯に、大きな緑のオアシス・ブランドバーグ山（英語: Brandberg Mountain、炎の山）が存在する。
- コールマンスコップ - ゴーストタウン
- スワコップ川（英語版）
- ソーサスフライ（英語版） - 乾燥して消滅する塩湖と、その周辺の地域

## 産業
1904年に南部の数か所でダイヤモンド鉱脈が発見され、1963年には2,300万ポンドの生産量をあげた。
そのほか、タングステン、塩を産出する。

## 動植物
植物
- ウェルウィッチア（サバクオモト）
- ナラメロン（英語版） - ナラ、バターナッツなどとも呼ばれるウリ科の植物。砂漠に住む生物の食糧や日陰を提供する。

動物
砂丘は風により絶えずに変形するため、表層以下にも酸素が多く含まれる。多くの無脊椎動物、爬虫類と哺乳類などは地面の下で活動することが知られる。
- ミナミアフリカオットセイ

- ツチブタ
- サバクキンモグラ
- 4500万年前の琥珀の中に閉じ込められた化石として知られていた昆虫・マントファスマ（英語: Gladiator）が、この地で生存しているのが近年発見された。

## 世界遺産
ナミブ＝ナウクルフト国立公園に含まれる砂漠地帯が、2013年の第37回世界遺産委員会でUNESCOの世界遺産リストに加えられた（ID1430）。ナミビアではトゥウェイフルフォンテーンに続く2件目の世界遺産であり、自然遺産としては初である。

### 登録基準
この世界遺産は世界遺産登録基準のうち、以下の条件を満たし、登録された（以下の基準は世界遺産センター公表の登録基準からの翻訳、引用である）。
- (7) ひときわすぐれた自然美及び美的な重要性をもつ最高の自然現象または地域を含むもの。
- (8) 地球の歴史上の主要な段階を示す顕著な見本であるもの。これには生物の記録、地形の発達における重要な地学的進行過程、重要な地形的特性、自然地理的特性などが含まれる。
- (9) 陸上、淡水、沿岸および海洋生態系と動植物群集の進化と発達において進行しつつある重要な生態学的、生物学的プロセスを示す顕著な見本であるもの。
- (10) 生物多様性の本来的保全にとって、もっとも重要かつ意義深い自然生息地を含んでいるもの。これには科学上または保全上の観点から、すぐれて普遍的価値を持つ絶滅の恐れのある種の生息地などが含まれる。

## ライブ配信
YouTubeにて、ナミブ砂漠のライブ中継が見られる。